# Borstskedlöss
Borstskedlöss (Cuculoecus) är ett släkte av insekter som beskrevs av Ewing 1926. Borstskedlöss ingår i familjen fjäderlöss.
Släktet innehåller bara arten Cuculoecus latifrons.